# Макнамара, Берта
Матильда Эмили Берта Макнамара (англ. Matilda Emilie Bertha McNamara, 28 сентября 1853 — 1 августа 1931) — австралийская политическая активистка и писательница. Она родилась в Пруссии и приехала в Австралию подростком. Она участвовала в рабочем движении с начала 1890-х годов и до 1920-х годов, управляя магазином социалистической книги в Сиднее и являясь автором многочисленных политических памфлетов; её называли «матерью рабочего движения». Она была матерью одиннадцати детей, а среди её зятьев были писатель Генри Лоусон и политик Джек Лэнг.

## Биография
Макнамара родилась 28 сентября 1853 года в Posen, Пруссия (ныне Познань, Польша). Её родителями были Паулина Вильгельмина (урождённая Берндт) и Карл Фредерик Калькштейн, её отец был государственным служащим. Когда она была подростком, «экономические трудности разрушили семью Калькштейнов», и её отправили в Австралию жить к родственникам. Она приехала в Мельбурн в 1869 году и жила у дяди в течение шести месяцев, а затем переехала в Бэрнсдейл, штат Виктория, чтобы работать гувернанткой у своей тёти миссис Древерманн. 26 февраля 1872 года она вышла замуж за Петера Германа Бредта, бухгалтера прусского происхождения, работавшего секретарём Совета графства Бэрнсдейл. У пары было девять детей, трое из которых умерли в младенчестве; трое сыновей и три дочери дожили до взрослого возраста.
Овдовев в 1888 году, Макнамара переехала в Мельбурн и начала работать коммивояжёром, продавая ювелирные изделия и швейные машины. Она стала политическим активистом и опубликовала «Home Talk on Socialism» (1891), одну из первых австралийских брошюр о социализме. 9 июля 1892 года она вышла замуж за Уильяма Макнамару, основателя и секретаря Австралийской социалистической лиги. В результате его политических публикаций, критикующих банки, Уильям был отправлен в тюрьму за клевету.
На улице Каслри-стрит в Сиднее она управляла пансионом совместно с издательством «McNamara’s Book and News Depot». Берта Макнамара, которую называют «матерью рабочего движения», продолжала агитировать за социальные реформы в течение 25 лет после смерти своего второго мужа.
В 1896 году её дочь, также Берта, вышла замуж за Генри Лоусона. Другая дочь, Хильда, вышла замуж за видного политика Лейбористской партии Джека Лэнга.

## Членство
Она была членом Социал-демократической федерации Австралазии, Австралийской лейбористской партии, Центрального организационного комитета лейбористских женщин и Лиги за избирательное право женщин Нового Южного Уэльса. 

## Смерть и память
Макнамара умерла от пневмонии в Северном Сиднее 1 августа 1931 года. Бронзовый барельеф Берты Макнамары работы Линдона Дадсвелла находится в фойе Торгового зала (Гоулберн-стрит, Сидней).

## Произведения
- Commercialism and Distribution of the Nineteenth Century, Forgery and Workingmen's Homes, (1894).
- How to Become Rich Beyond the Dreams of Avarice (1908)
- Shylock Exposed, (1920).
- Paper Money (1910).